# Bombardopolis
Bombardopolis este o comună din arondismentul Môle-Saint-Nicolas, departamentul Nord-Ouest, Haiti, cu o suprafață de 196,51 km2 și o populație de 32.764 locuitori (2009).